# Rhynchanthus longiflorus
Rhynchanthus longiflorus là một loài thực vật có hoa trong họ Gừng. Loài này được Joseph Dalton Hooker miêu tả khoa học đầu tiên năm 1886. Nó là loài được mô tả đầu tiên và đồng thời là loài điển hình của chi Rhynchanthus.

## Từ nguyên
Tính từ định danh longiflorus nghĩa là hoa dài, để nói tới hoa rất dài của loài này.

## Phân bố
Loài này được tìm thấy từ đông bắc Ấn Độ (vùng thực vật Assam), Bangladesh qua Myanmar tới Thái Lan.

## Mô tả
Thân rễ dạng củ, hình trứng rộng, đường kính 1-1,5 inch (2,5-3,8 cm), màu xanh lục, mọng, với các rễ như lông măng hình giun rất mập thò ra, và từ hai bên thì thân giả của năm sau sẽ mọc ra. Thân giả cao 18-20 inch (45-50 cm), mọc thẳng đứng, thanh mảnh, với 8-12 lá xếp thành 2 dãy. Lá dài 5-8 inch (13-20 cm), rộng 1-1,5 inch (2,5-3,8 cm), thuôn dài-hình mũi mác, nhọn thon, như màng, màu xanh lục tươi, rìa mép màu nâu tới đỏ rất hẹp, đáy thon nhỏ thành cuống lá rất ngắn. Bẹ thanh mảnh, nhạt màu, với các tai ngắn và thuôn tròn ở miệng, có vết màu đỏ. Cụm hoa là cành hoa bông thóc đầu cành không cuống với cán hoa thanh mảnh, ít hoa (4-5 hoa), hoa dài 3,5-4 inch (9-10 cm), hình ống hẹp, mọc thẳng. Lá bắc 2, dài 1,5 inch (3,8 cm), dạng mo, thẳng-thuôn dài, tù, như màng, như thủy tinh, màu da cam-đỏ nhạt. Đài hoa ngắn hơn lá bắc, hình ống hẹp, với miệng chẻ và đỉnh tù thuôn tròn. Tràng hoa màu vàng lục nhạt; ống tràng dài 2 inch (5 cm), nở rộng phía trên điểm giữa; các thùy dài ~0,33 inch (0,85 cm), hình trứng-hình mũi mác, nhọn thon dài, lõm, thẳng đứng, màu xanh lục nhiều hơn so với ống tràng. Không nhị lép bên. Cánh môi tiêu giảm thành một điểm ở đáy chỉ nhị. Chỉ nhị dài 1,5 inch (3,8 cm), thuôn dài, hình thuyền hẹp, phồng ở đoạn giữa và hở ở phía trước, hơi cong, thò rất nhiều ra ngoài bao hoa, co nhỏ thành một điểm dài ở đỉnh, màu da cam-vàng. Bao phấn màu da cam. Bầu nhụy rất ngắn, có lông tơ, 3 ngăn, noãn nhiều. Nhụy lép 2, thuôn dài. Vòi nhụy hình chỉ, rất thanh mảnh, thò ra ngoài bao phấn, đầu nhụy hình phễu, miệng cắt cụt, nguyên, không lông rung.